# 適意旅程
適意旅程，是美國出生的日本純種競賽馬匹。生涯主要出戰泥地賽事，曾勝出當時未獲分級的沙美沙特打吡盃。

## 出賽前
2017年3月27日出生於美國Sierra牧場，成長途中被日本馬主大野剛嗣購入並引入日本。
其後交由栗東訓練中心練馬師森秀行訓練。

## 競賽生涯

### 2歲
2019年7月20日出戰中京競馬場2歲新馬戰，然而完全未能衝出之下以第八大敗。
其後出戰2歲未勝利戰，比賽途中一直保持領放姿態下於直路繼續加速跑出全場最快末腳，最終以2 1/2馬位優勢獲得首勝。
10月12日出戰紅葉錦標，但再度表現平平之下僅得第五。
11月作為廄侶馬泰領空的陪同馬遠征美國出戰育馬者盃兩歲大賽，為其首次出戰泥地賽事及一級賽。比賽開始後，其選擇後上戰術保持於後方，進入後直路發揮不俗的表現，最終跑獲一席入板的第五。

### 3歲
2020年年初出戰3歲一捷馬戰，雖然一直保持於先頭有利位置並於最後彎道成功衝出，但於直路未能阻止後方溫莎古堡之來襲，最終敗於對手取得第二。
2月再度進行遠征，目標為沙特阿拉伯於本年度創設的沙美沙特打吡盃。比賽開始後，其雖然於外檔位置起步，但仍然積極搶佔位置於第三左右展開推進，更於通過最後彎道時經已發力取得領先。進入直路後，其繼續保持衝刺姿態並拉開其他對手，最終成功抵擋後方的壓力下取得勝利，亦為首匹勝出沙特阿拉伯賽事的日本馬。
回國稍為調整後於6月出戰麒麟錦標，賽事途中選擇於前方位置推進，於最後彎道經已來到第二。進入直路後，雖然其一度嘗試加速保持自身的優勢，但最終被其他對手超越下僅以第六完賽。
7月8日出戰日本泥地打吡，但於比賽途中毫無亮眼的表現，最終沉底之下以第十二大敗。
而賽後陣營認為其於比賽途中出現異常，最終經過詳細檢查後確認為左前腳骨折，因而需要進入長期休養，直接跳過4歲的生涯

### 5歲
2022年3月2日，由於馬主大野剛嗣去世，適意旅程的所有權被轉移至其父大野照旺旗下。
3月下旬復出並出戰阿聯酋的高多芬一哩賽，然而始終未能發揮表現下以第十四大敗。
回國後其再度進入長期休養一直未有出戰任何賽事，最終陣營於2023年10月28日宣佈安排其退役並取消日本中央競馬會的賽駒註冊。

### 詳細賽績
| 日期       | 舉辦國家   | 馬場     | 距離   | 級別      | 賽事名稱         | 負重 | 騎師     | 馬號 | 出馬 | 名次 | 時間          | 頭馬（二馬）    |
| ---------- | ---------- | -------- | ------ | --------- | ---------------- | ---- | -------- | ---- | ---- | ---- | ------------- | --------------- |
| 20/7/2019  | 日本       | 中京     | 草1400 | 2歲新馬   |                  | 54   | 田中勝春 | 2    | 13   | 8    | 1:25.3        | Pale Ale        |
| 11/8/2019  | 日本       | 小倉     | 草1200 | 2歲未勝利 |                  | 54   | 北村友一 | 1    | 11   | 1    | 1:09.2        | （神域）        |
| 12/10/2019 | 日本       | 京都     | 草1400 | OP        | 紅葉錦標         | 55   | 北村友一 | 8    | 11   | 5    | 1:25.5        | 禮讚歌詠        |
| 1/11/2019  | 美國       | 聖雅尼塔 | 泥1700 | GI        | 育馬者盃兩歲大賽 | 55.5 | 武豐     | 8    | 8    | 5    | 1:46.2 (00.0) | Storm the Court |
| 18/1/2020  | 日本       | 京都     | 泥1800 |           | 3歲一捷馬戰      | 56   | 霍禮義   | 3    | 5    | 2    | 1:55.1        | 溫莎古堡        |
| 29/2/2020  | 沙特阿拉伯 | 安都拉茲 | 泥1600 |           | 沙美沙特打吡盃   | 55   | 武豐     | 5    | 13   | 1    | 1:37.9 (00.0) | （萬勝飛）      |
| 21/6/2020  | 日本       | 東京     | 泥1600 | GIII      | 麒麟錦標         | 56   | 田中勝春 | 14   | 16   | 6    | 1:36.6        | 法老茶座        |
| 8/7/2020   | 日本       | 大井     | 泥2000 | JpnI      | 日本泥地打吡     | 56   | 武豐     | 5    | 13   | 12   | 2:11.8        | 野田法老        |
| 3/26/2022  | 阿聯酋     | 美丹     | 泥1600 | GII       | 高多芬一哩賽     | 57   | 吉原寛人 | 7    | 16   | 14   | 記錄缺失      | 猛獅闊步        |

## 退役後
退役後，適意旅程成為了配種馬，於北海道新冠町白馬牧場休養，在2023年進行配種，首批子嗣於2024年出生。首批子嗣可於2026年出賽。

## 血統簡介
父系先柏之城為美國賽駒，生涯戰績優良，曾勝出一級賽邱吉爾園錦標、湯瑪士愛迪遜錦標及育馬者盃短途大賽。祖父Gone West亦是美國賽駒，雖然勝出賽事不多，但有極優秀的配種成績，現已成為一支獨立的種馬系統。
母系Golden Flair為美國馬匹，生涯無出賽紀錄。外祖父金獎章亦是美國賽駒，生涯戰績優秀，曾勝出一級卓華斯錦標及多恩讓賽。

### 血統表
| 父線：Gone West系（淘金者系）                                                    |                               |                   |                |
| 種馬 先柏之城 1998年（栗色）                                                     | Gone West 1984年（棗色）      | 淘金者            | Raise a Native |
| 種馬 先柏之城 1998年（栗色）                                                     | Gone West 1984年（棗色）      | 淘金者            | Gold Digger    |
| 種馬 先柏之城 1998年（栗色）                                                     | Gone West 1984年（棗色）      | Secrettame        | 秘書處         |
| 種馬 先柏之城 1998年（栗色）                                                     | Gone West 1984年（棗色）      | Secrettame        | Tamerett       |
| 種馬 先柏之城 1998年（栗色）                                                     | Silken Cate 1993年（栗色）    | 雷貓              | 雷鳥           |
| 種馬 先柏之城 1998年（栗色）                                                     | Silken Cate 1993年（栗色）    | 雷貓              | Terlingua      |
| 種馬 先柏之城 1998年（栗色）                                                     | Silken Cate 1993年（栗色）    | Silken Doll       | Chieftain      |
| 種馬 先柏之城 1998年（栗色）                                                     | Silken Cate 1993年（栗色）    | Silken Doll       | Insilca        |
| 繁殖雌馬 Golden Flair 2010年（深棗色）                                           | 金獎章 1999年（深棗色）       | El Prado          | 鞍匠井         |
| 繁殖雌馬 Golden Flair 2010年（深棗色）                                           | 金獎章 1999年（深棗色）       | El Prado          | Lady Caputet   |
| 繁殖雌馬 Golden Flair 2010年（深棗色）                                           | 金獎章 1999年（深棗色）       | Cappucino Bay     | Bailjumper     |
| 繁殖雌馬 Golden Flair 2010年（深棗色）                                           | 金獎章 1999年（深棗色）       | Cappucino Bay     | Dubbed In      |
| 繁殖雌馬 Golden Flair 2010年（深棗色）                                           | Fire the Groom 1987年（棗色） | 害羞新郎          | Red God        |
| 繁殖雌馬 Golden Flair 2010年（深棗色）                                           | Fire the Groom 1987年（棗色） | 害羞新郎          | Runaway Bride  |
| 繁殖雌馬 Golden Flair 2010年（深棗色）                                           | Fire the Groom 1987年（棗色） | Prospector's Fire | 淘金者         |
| 繁殖雌馬 Golden Flair 2010年（深棗色）                                           | Fire the Groom 1987年（棗色） | Prospector's Fire | Native Street  |
| 雌系：號族：3-d                                                                  |                               |                   |                |
| 五代內近親交配：淘金者 3×4、秘書處 4×5、北地舞人 5×5、勇者帝王 5×5、天才舞者 5×5 |                               |                   |                |

## 命名由來
名字Full Flat（フルフラット）是航空術語，意思為機上可以完全平躺的座位，香港則取其背後含意，翻譯為「適意旅程」。

## 外部連結
- 適意旅程 netkeiba.com （页面存档备份，存于）
- 血統簡介 （页面存档备份，存于）